# 溫伯勒 (伊利諾伊州)
溫伯勒（英語：Wanborough）是位於美國伊利諾伊州愛德華茲縣的一個鬼鎮。由於此地已於19世紀被荒廢，本地已無人居住。

## 地理
溫伯勒的座標為38°22′43″N 88°05′30″W / 38.37861°N 88.09167°W，而該地的平均海拔高度為149米（即489英尺）。